# 平楽 (横浜市)
平楽（へいらく）は、神奈川県横浜市南区の地名。住居表示は未実施で、丁目は設けられていない。面積は0.215km2。

## 歴史
古くは久良岐郡石川村、1595年からは同郡中村の一部で、1901年に横浜市に編入され中村町の一部となる。1935年7月1日、町界町名地番整理事業の施行に伴い、中村町字平楽・中丸・山谷・八幡・中尾の各一部から新設された。町名は、かつての字から採られた。1943年12月1日、中区から南区が分離されたことにより、南区の一部となる。1928年に元町からこの地に移った増徳院は、1945年5月の横浜大空襲で焼失する被害を受けた。1947年には町の南西部が進駐軍に接収され、根岸住宅地区となっている。

## 地理
南区の東部、根岸森林公園などを有する丘陵の北部に位置し、南側は中区に接する。町内を東西に通るバス通り（中村山手通り）は標高50mほどで、その南北の低地は12mほど。北側の中村川に向かって下る坂には、東から狸坂・山羊坂・蓮池坂・蛇坂・大坂の名称がつけられている。町内は急傾斜地を除き住宅地が主で、小規模の事業所が混在する。東端には横浜市立平楽中学校がある。町内に鉄道路線はなく、桜木町駅から港の見える丘公園・中村橋（堀割川）を通り保土ケ谷駅を結ぶ神奈川中央交通11系統（愛称「YAMATE LINER」）の路線バスが運行されている。

## 世帯数と人口
2025年（令和7年）6月30日現在（横浜市発表）の世帯数と人口は以下の通りである。
| 町丁 | 世帯数    | 人口    |
| ---- | --------- | ------- |
| 平楽 | 1,518世帯 | 2,877人 |

### 人口の変遷
国勢調査による人口の推移。
| 年                 | 人口  |
| ------------------ | ----- |
| 1995年（平成7年）  | 3,157 |
| 2000年（平成12年） | 3,003 |
| 2005年（平成17年） | 3,123 |
| 2010年（平成22年） | 3,020 |
| 2015年（平成27年） | 2,790 |
| 2020年（令和2年）  | 2,811 |

### 世帯数の変遷
国勢調査による世帯数の推移。
| 年                 | 世帯数 |
| ------------------ | ------ |
| 1995年（平成7年）  | 1,193  |
| 2000年（平成12年） | 1,236  |
| 2005年（平成17年） | 1,284  |
| 2010年（平成22年） | 1,286  |
| 2015年（平成27年） | 1,243  |
| 2020年（令和2年）  | 1,359  |

## 学区
市立小・中学校に通う場合、学区は以下の通りとなる（2024年11月時点）。
| 番・番地等 | 小学校             | 中学校             |
| ---------- | ------------------ | ------------------ |
| 全域       | 横浜市立石川小学校 | 横浜市立平楽中学校 |

## 事業所
2021年（令和3年）現在の経済センサス調査による事業所数と従業員数は以下の通りである。
| 町丁 | 事業所数 | 従業員数 |
| ---- | -------- | -------- |
| 平楽 | 33事業所 | 179人    |

### 事業者数の変遷
経済センサスによる事業所数の推移。
| 年                 | 事業者数 |
| ------------------ | -------- |
| 2016年（平成28年） | 31       |
| 2021年（令和3年）  | 33       |

### 従業員数の変遷
経済センサスによる従業員数の推移。
| 年                 | 従業員数 |
| ------------------ | -------- |
| 2016年（平成28年） | 123      |
| 2021年（令和3年）  | 179      |

## その他

### 日本郵便
- 郵便番号 : 232-0035[3]（集配局：横浜南郵便局[18]）

### 警察
町内の警察の管轄区域は以下の通りである。
| 番・番地等 | 警察署   | 交番・駐在所 |
| ---------- | -------- | ------------ |
| 全域       | 南警察署 | 八幡町交番   |

ただし、米軍管轄部（通称エリヤX）は山手警察署の管轄となる。